# Dolina Czarna Rakuska

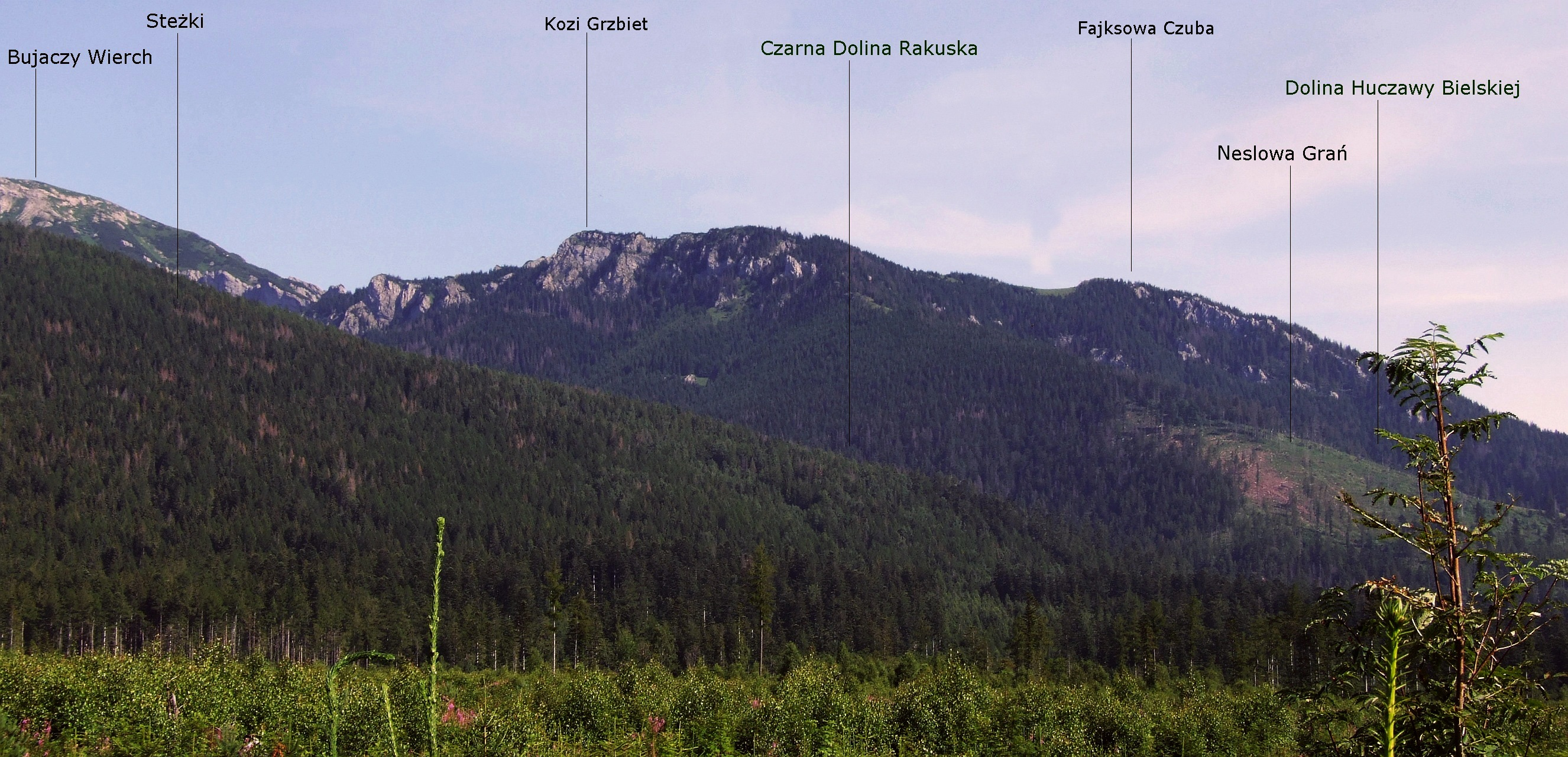
Widok z Kieżmarskich Żłobów

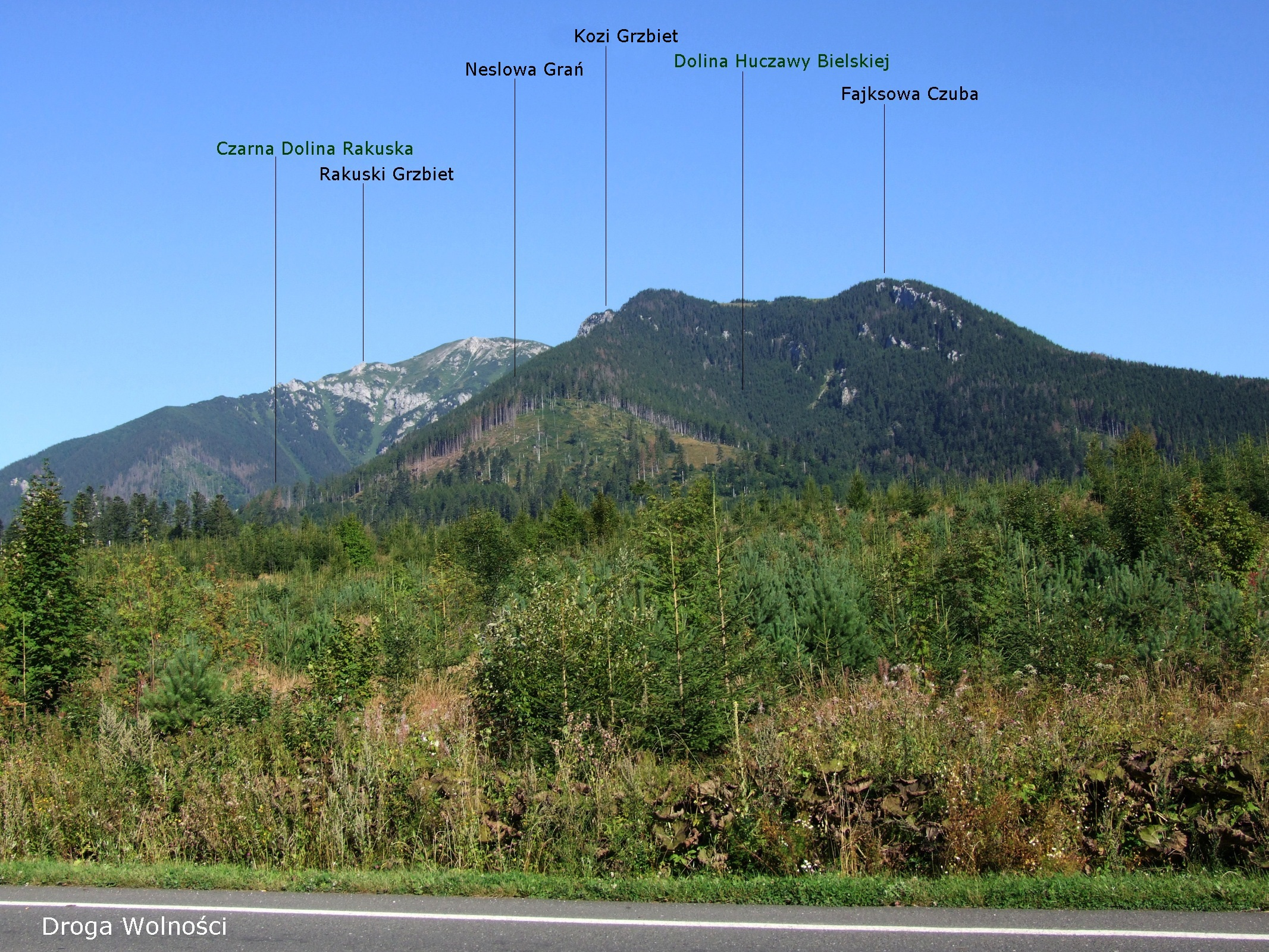
Widok z północno-wschodniej strony

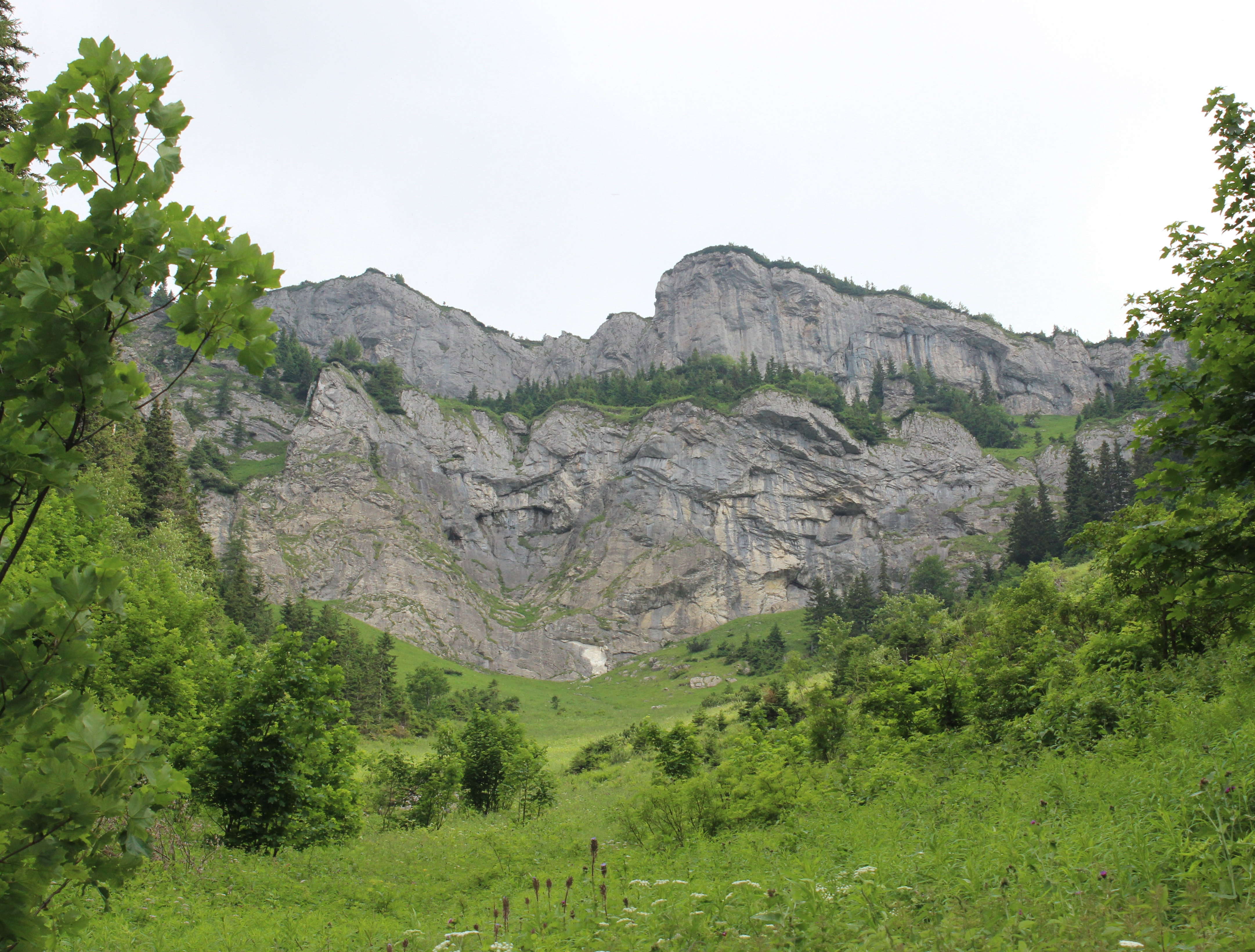
Skalne Wrota

Dolina Czarna Rakuska (niem. Roksertal, słow. Čierna dolina rakúska, węg. Rókusi-völgy) – dolina w słowackich Tatrach, wcinająca się w południowo-wschodnie stoki Tatr Bielskich. Słowacy często stosują dla doliny nazwę Dolina Siedmych prameňov. Zbocza doliny tworzą:
- orograficznie prawe: Steżki, Steżkowa Przełęcz, Rynias, Przełęcz nad Czerwoną Glinką, Rakuski Grzbiet
- lewe: Bujaczy Wierch, Skalne Wrota, Kozi Grzbiet, Neslowa Grań[3].

Dnem doliny płynie potok Czarna Woda Rakuska. Od nazwy tego potoku oraz miejscowości Rakusy pochodzi nazwa doliny. Jednakże tylko część tej doliny należała do tej wsi, reszta była własnością miasta Biała Spiska. Pomiędzy tymi miejscowościami przez długi czas toczyły się spory graniczne. Przez Czarną Dolinę Rakuską i przez Przełęcz nad Czerwoną Glinką pędzono bydło na wypas na polanie Wspólna Pastwa.
Dolina ma długość ok, 3,5 km. Opada spod Bujaczego Wierchu (1950 m) w kierunku południowo-wschodnim. Wylot doliny znajduje się przy Zbójnickim Chodniku na wysokości około 910 m, jej deniwelacja wynosi zatem około 1040 m. W kotlinie zwanej Przednią Dziurą rozwidla się na 3 odnogi. Główny ciąg doliny tworzy Dolina do Siedmiu Źródeł podchodząca pod szczyt Bujaczego Wierchu, boczne odnogi to Dolina pod Czerwoną Glinką i Dolina Czarnej Huczawy.
Dolina porośnięta jest bujną roślinnością. Wśród samych tylko roślin naczyniowych stwierdzono występowanie ponad 550 gatunków. Ma również ciekawą budowę geologiczną, badał ją m.in. Mieczysław Limanowski w 1900 r.. Wśród drzew występują ogromnych rozmiarów jodły, a na zboczach Ryniasa największe w Tatrach skupisko brzozy omszonej. Piętro kosodrzewiny schodzi bardzo nisko, bo na Steżkach do 1350 m n.p.m. Spowodowane to jest ich odmienną budową geologiczną. Steżki nie są bowiem zbudowane ze skał węglanowych jak Tatry Bielskie, lecz z piaskowców kwarcystycznych. W lesie liczne skały. Skalista jest na długości około 1 km grań od Pomurnikowej Ściany po wschodni koniec Koziego Grzbietu, liczne turniczki wznoszą się na południowo-wschodnim zboczu Bujaczego Wierchu. U wylotu Lawinowego Żlebu znajduje się wielki rygiel skalny. W górnej części doliny jest jeszcze drugi duży żleb – Owczy Żleb.
W dolinie jest kilka polan: Neslowa Polana, Wyżnia Neslowa Polana, Zadnia Dziura. W górnej części doliny, na wysokości 1290 m znajduje się Schronisko pod Szarotką. Przez turystów dolina odwiedzana jest dość rzadko.

## Szlaki turystyczne
Tatrzańska Kotlina – rozdroże przy Huczawie (tzw. Zbójnicki Chodnik) – Neslowy Grzbiet – Schronisko pod Szarotką – Wielki Biały Staw.
- Czas przejścia do Schroniska pod Szarotką: 2.30 h, ↓ 1.40 h
- Czas przejścia od schroniska do Wielkiego Białego Stawu: 2 h, ↓ 1.30 h

  rozdroże na Zbójnickim Chodniku – Czarna Dolina Rakuska – Schronisko pod Szarotką. Czas przejścia 1.10 h, ↓ 50 min.